# ドラマチック・サンデー
- フジテレビジョン > フジテレビ番組一覧
- テレビドラマ > 日本のテレビドラマ一覧
  - フジテレビのドラマ > ドラマチック・サンデー

ドラマチック・サンデー（DRAMATIC SUNDAY）は、フジテレビ系列で、2010年10月17日から2013年3月24日まで毎週日曜日の21:00 - 21:54（JST）に放送されていたフジテレビ制作のテレビドラマにおける放送枠の名称である。

## 概要
2010年10月より「秋改編の目玉」と称し、同枠では関西テレビ制作の『日曜恐怖シリーズ』以来31年ぶりとなったドラマ枠。
当枠ではキャッチコピーを『明日へのチカラ』として、家族が揃って｢明日からまた仕事や学校を頑張ろう｣と思えるような前向きな思いが込められた作品を編成していた。
花王の単独スポンサー番組（放送時間拡大の場合はこの限りではなかった）だった（遅れネットのテレビ大分では番組販売扱いのためスポンサー協賛無しだった）。中でも、『マルモのおきて』では花王の洗剤「アタックNeo」と番組のコラボレーションCMが番組内で放送された。
開始当初からハイビジョン方式での放送で、ステレオ放送と文字多重放送が実施されていたが、他のドラマ枠と異なり連動データ放送は未実施となっていた。
開始当初は視聴率は低迷していたが、『マルモのおきて』や『早海さんと呼ばれる日』などのホームドラマで裏番組の『日曜劇場』に肉薄するまでに成長した。しかし、2012年4月期の『家族のうた』は3%台とゴールデンタイムとしては異例の低視聴率を記録し、フジテレビでは明確な記録が残る1987年以降初めてとなる視聴率の低迷が原因での打ち切りとなった。だが、ドラマの満足度は最高だった。
このため7月・夏季改編までのつなぎとして『早海さんと呼ばれる日』の続編（2回）が6月10日・17日に2週連続で放送された。（6月24日はほこ×たて3時間スペシャル）
上述の通り、2012年に入ってからは『日曜劇場』相手に視聴率で凌駕する作品もあった。
ビューティフルレインは裏の日曜劇場の番組サマーレスキューに平均視聴率で初勝利した。
2013年春改編に伴い、本ドラマ枠を廃止し、バラエティ番組が復活することになった。後番組は加藤浩次・高島彩出演の『テレビシャカイ実験 あすなろラボ』。
なお、本ドラマの後継枠として、同年4月から水曜22時枠へ移動することになったが、2016年3月16日を以って廃枠になり、同年4月から再び3年ぶりに本ドラマ枠以来のドラマ枠が設けられるも、2017年9月10日を以って再び廃枠となり、以降は後継枠は設けられず同局におけるプライムタイムの連続ドラマ枠は3枠に減る事となった。

## 放送作品一覧
タイトル末尾の▲マークは共同テレビが制作した作品（この場合は「制作著作・共同テレビ、制作・フジテレビ」でクレジットされる）。その他、制作プロダクション名のない作品はフジテレビの局制作。（制作・フジテレビドラマ制作センター、制作著作・フジテレビ）

### 2010年
- パーフェクト・リポート▲（10月17日 - 12月19日、主演：松雪泰子）

### 2011年
- スクール!!▲（1月16日 - 3月20日、主演：江口洋介）
- マルモのおきて▲（4月24日 - 7月3日、主演：阿部サダヲ、芦田愛菜、鈴木福）
- 花ざかりの君たちへ〜イケメン☆パラダイス〜2011▲（7月10日 - 9月18日、主演：前田敦子）原作：中条比紗也（白泉社花とゆめコミックス刊）
- 僕とスターの99日（10月23日 - 12月25日、主演：西島秀俊、キム・テヒ）制作協力：ケイファクトリー

### 2012年
- 早海さんと呼ばれる日▲（1月15日 - 3月18日、主演：松下奈緒）
- 家族のうた▲（4月15日 - 6月3日、主演：オダギリジョー）
- 早海さんと呼ばれる日スペシャル▲（6月10日 ・ 6月17日、主演：松下奈緒）
- ビューティフルレイン▲（7月1日 - 9月16日、主演：豊川悦司、芦田愛菜）
- TOKYOエアポート〜東京空港管制保安部〜（10月14日 - 12月23日、主演：深田恭子）

### 2013年
- dinner▲（1月13日 - 3月24日、主演：江口洋介）

## ネット局
| 放送対象地域   | 放送局                    | 系列                          | 放送時間           | ネット状況 |
| -------------- | ------------------------- | ----------------------------- | ------------------ | ---------- |
| 関東広域圏     | フジテレビ（CX）          | フジテレビ系列                | 日曜 21:00 - 21:54 | 制作局     |
| 北海道         | 北海道文化放送（uhb）     | フジテレビ系列                | 日曜 21:00 - 21:54 | 同時ネット |
| 岩手県         | 岩手めんこいテレビ（mit） | フジテレビ系列                | 日曜 21:00 - 21:54 | 同時ネット |
| 宮城県         | 仙台放送（OX）            | フジテレビ系列                | 日曜 21:00 - 21:54 | 同時ネット |
| 秋田県         | 秋田テレビ（AKT）         | フジテレビ系列                | 日曜 21:00 - 21:54 | 同時ネット |
| 山形県         | さくらんぼテレビ（SAY）   | フジテレビ系列                | 日曜 21:00 - 21:54 | 同時ネット |
| 福島県         | 福島テレビ（FTV）         | フジテレビ系列                | 日曜 21:00 - 21:54 | 同時ネット |
| 新潟県         | 新潟総合テレビ（NST）     | フジテレビ系列                | 日曜 21:00 - 21:54 | 同時ネット |
| 長野県         | 長野放送（NBS）           | フジテレビ系列                | 日曜 21:00 - 21:54 | 同時ネット |
| 静岡県         | テレビ静岡（SUT）         | フジテレビ系列                | 日曜 21:00 - 21:54 | 同時ネット |
| 富山県         | 富山テレビ（BBT）         | フジテレビ系列                | 日曜 21:00 - 21:54 | 同時ネット |
| 石川県         | 石川テレビ（ITC）         | フジテレビ系列                | 日曜 21:00 - 21:54 | 同時ネット |
| 福井県         | 福井テレビ（FTB）         | フジテレビ系列                | 日曜 21:00 - 21:54 | 同時ネット |
| 中京広域圏     | 東海テレビ（THK）         | フジテレビ系列                | 日曜 21:00 - 21:54 | 同時ネット |
| 近畿広域圏     | 関西テレビ（KTV）         | フジテレビ系列                | 日曜 21:00 - 21:54 | 同時ネット |
| 島根県・鳥取県 | 山陰中央テレビ（TSK）     | フジテレビ系列                | 日曜 21:00 - 21:54 | 同時ネット |
| 岡山県・香川県 | 岡山放送（OHK）           | フジテレビ系列                | 日曜 21:00 - 21:54 | 同時ネット |
| 広島県         | テレビ新広島（tss）       | フジテレビ系列                | 日曜 21:00 - 21:54 | 同時ネット |
| 愛媛県         | テレビ愛媛（EBC）         | フジテレビ系列                | 日曜 21:00 - 21:54 | 同時ネット |
| 高知県         | 高知さんさんテレビ（KSS） | フジテレビ系列                | 日曜 21:00 - 21:54 | 同時ネット |
| 福岡県         | テレビ西日本（TNC）       | フジテレビ系列                | 日曜 21:00 - 21:54 | 同時ネット |
| 佐賀県         | サガテレビ（STS）         | フジテレビ系列                | 日曜 21:00 - 21:54 | 同時ネット |
| 長崎県         | テレビ長崎（KTN）         | フジテレビ系列                | 日曜 21:00 - 21:54 | 同時ネット |
| 熊本県         | テレビくまもと（TKU）     | フジテレビ系列                | 日曜 21:00 - 21:54 | 同時ネット |
| 鹿児島県       | 鹿児島テレビ（KTS）       | フジテレビ系列                | 日曜 21:00 - 21:54 | 同時ネット |
| 沖縄県         | 沖縄テレビ（OTV）         | フジテレビ系列                | 日曜 21:00 - 21:54 | 同時ネット |
| 大分県         | テレビ大分（TOS）         | 日本テレビ系列 フジテレビ系列 | 水曜 16:52 - 17:53 | 遅れネット |

※テレビ宮崎（UMK）（NNN・ANNとのクロスネット局）は当初フジテレビ系列で唯一本放送枠を非ネットとしてきたが、3作目『マルモのおきて』を遅れネットで放送。後に、1作目『パーフェクト・リポート』も放送。
※山梨放送（YBS）（日本テレビ系列）は3作目『マルモのおきて』、1作目『パーフェクト・リポート』を遅れネットで放送。
※テレビ山口（tys）（TBS系列）は5作目『僕とスターの99日』、6作目『早海さんと呼ばれる日』、3作目『マルモのおきて』、8作目の『ビューティフルレイン』、9作目の『TOKYOエアポート〜東京空港管制保安部〜』を平日14時台に、最終作の『dinner』を平日15時台に、いずれも遅れネットで放送。